# Sainte-Colombe-la-Commanderie
Sainte-Colombe-la-Commanderie is een gemeente in het Franse departement Eure (regio Normandië) en telt 588 inwoners (1999). De plaats maakt deel uit van het arrondissement Évreux.

## Geografie
De oppervlakte van Sainte-Colombe-la-Commanderie bedraagt 10,9 km², de bevolkingsdichtheid is 53,9 inwoners per km².
De onderstaande kaart toont de ligging van Sainte-Colombe-la-Commanderie met de belangrijkste infrastructuur en aangrenzende gemeenten.

## Demografie
Onderstaande figuur toont het verloop van het inwonertal (bron: INSEE-tellingen).

1. ↑  Populations de référence 2022.